# كورلار
كورلار هي قرية في مقاطعة بارس أباد، إيران. يقدر عدد سكانها بـ 253 نسمة بحسب إحصاء 2016.